# Marsberg
Marsberg là một thị xã ở huyện Hochsauerland, bang Nordrhein-Westfalen, nước Đức. Đô thị Marsberg có diện tích 182,01 kilômét vuông. Đô thị này nằm bên sông Diemel, cự ly khoảng 20 km về phía đông của Brilon và 30 km về phía nam của Paderborn.

## Các đô thị giáp ranh
| - Bad Arolsen - Bad Wünnenberg - Brilon - Diemelsee | - Diemelstadt - Lichtenau - Warburg |

Marsberg bao gồm 17 khu dân cư:
| - Beringhausen - Borntosten - Bredelar - Canstein - Erlinghausen - Essentho - Giershagen - Heddinghausen - Helminghausen | - Leitmar - Meerhof - Niedermarsberg - Obermarsberg - Oesdorf - Padberg - Udorf - Westheim |

## Đô thị kết nghĩa
- Lillers (Pháp)